# Robot de Leonardo

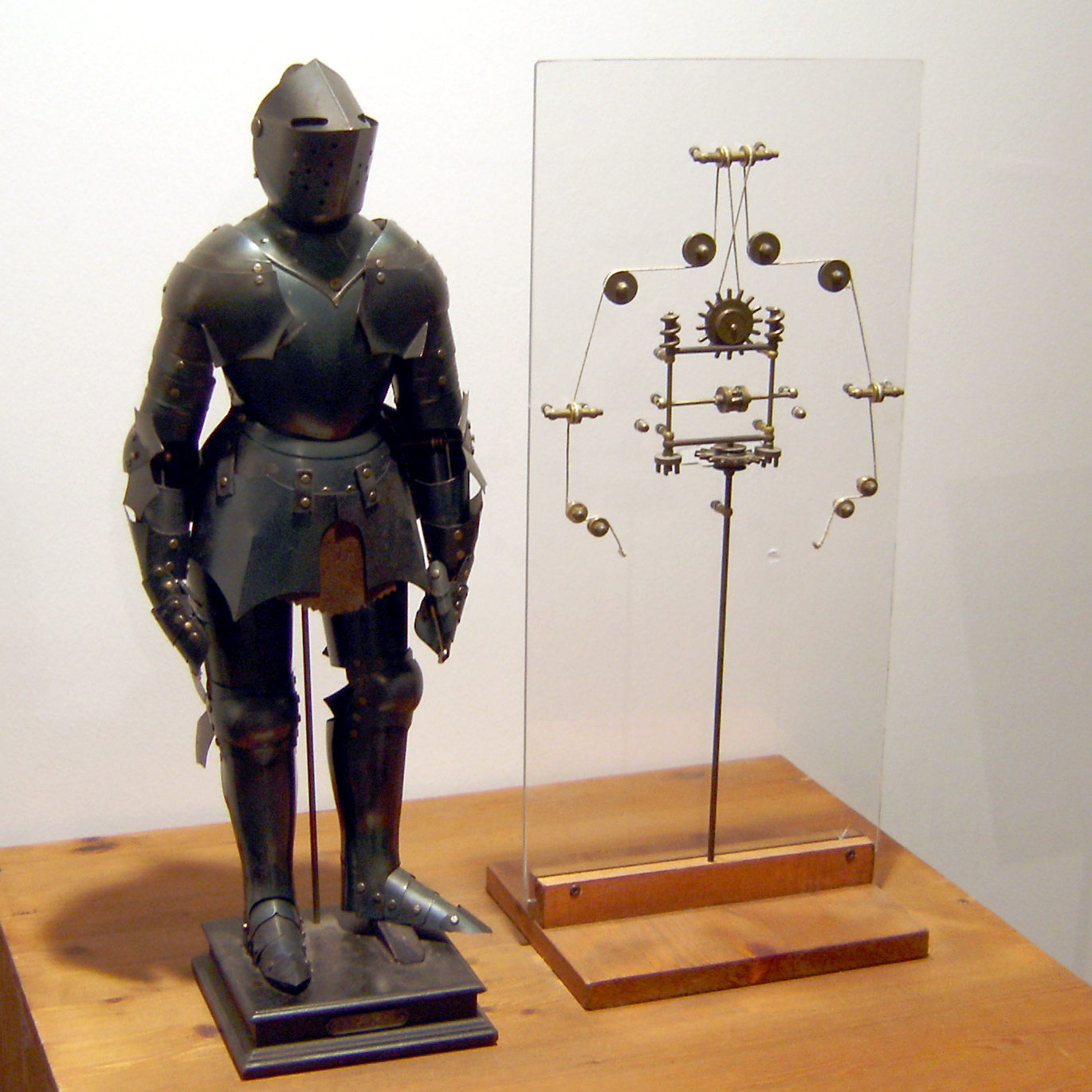
Model del robot de Leonardo amb els mecanismes interiors, tal com es mostra a Berlín

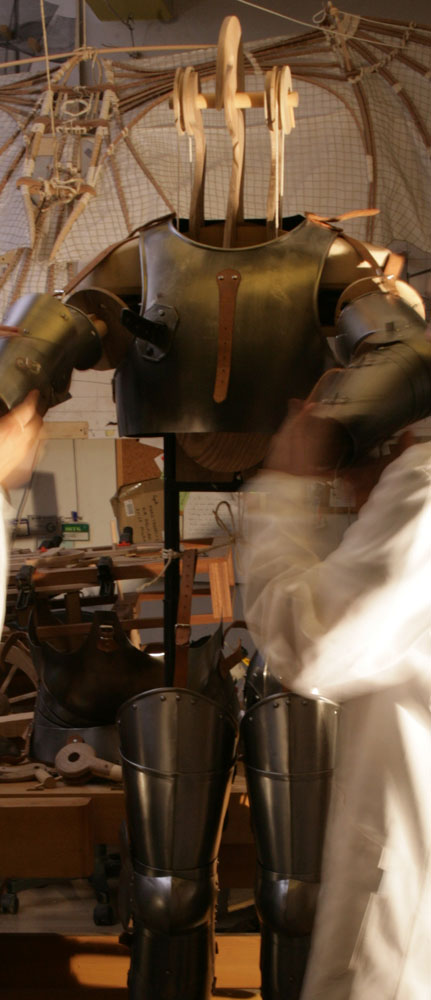
Construcció del robot de Leonardo al laboratori per Mario Taddei

El robot de Leonardo és un autòmat humanoide dissenyat per Leonardo da Vinci al voltant de l'any 1495. Les notes de disseny per al robot apareixen en esbossos que es varen descobrir els anys 1950. Es desconeix si es va intentar construir el mecanisme en vida de Leonardo. El robot representa un guerrer, vestit amb una armadura germanoitaliana medieval, i és capaç de fer-ne uns quants moviments humans. Aquests moviments incloïen incorporar-se, moure els braços i el coll, amb una mandíbula anatòmicament correcta. És parcialment el fruit de la investigació anatòmica de Leonardo del "cànon de proporcions" descrites en l'Home de Vitruvi. Últimament, Mario Taddei ha escrit un llibre sobre el robot de Leonardo da Vinci. Va trobar dibuixos nous i claus, i presentava una reconstrucció més correcta del robot.